# 유니버설 농구 협회
유니버설 농구 협회(Universal Basketball Association, UBA)는 미국의 농구 리그이다. 야구의 마이너 리그와 같은 개념이다. (즉, NBA가 메이저 리그 개념이라는 뜻이다.)

## 현재 팀
- 애틀랜타 레전즈
- 베이타운 밴디츠
- 캐롤라이나 쿠커스
- 센트럴 인디애나 세미놀스
- 샬럿 퓨리
- 신-시티 타이탄즈
- 신시내티 파이어호크스
- 클리블랜드 하복
- 포트워스 펌
- 조지아 프라임
- 조지아 라이즈
- 조지아 스파르탄스
- GIE 마일리 매트릭스
- 히커리 엘리트
- 휴스턴 워리어스
- 인디애나 제네럴스
- 인터내셔널 엘리트 아카데미
- 켄터키 웨이브즈
- 루이빌 디젤
- 노스 텍사스 프레쉬
- 오클라호마 아웃로스
- 퀸시티 불스
- 서던 제네럴스
- 슈거랜드 바이퍼스
- 텍사스 사이클론즈
- 윌스 카운티 플레임스
- 윈스턴 새비지